# Myopterus
Myopterus és un gènere de ratpenats de la família dels molòssids que es troba a Costa d'Ivori, Zaire, Senegal, Ghana, Nigèria, el Camerun i Uganda.

## Taxonomia
- Ratpenat cuallarg de Daubenton (Myopterus daubentonii)
- Ratpenat cuallarg de Whitley (Myopterus whitleyi)